# Älvsborgs län

Älvsborgs läns vapen

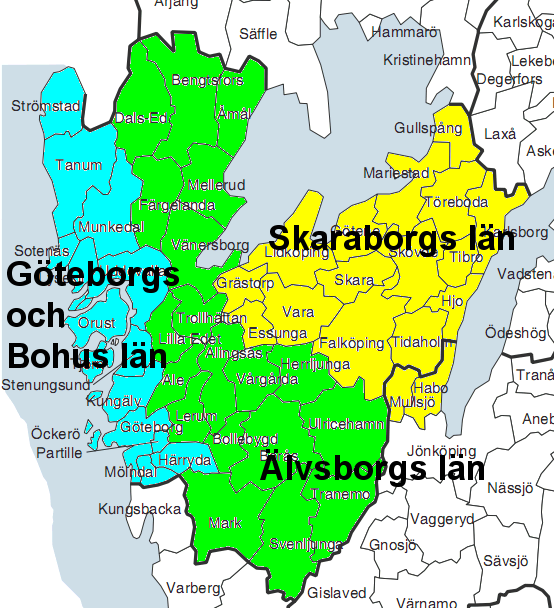
Älvsborgs län, Göteborgs och Bohus län, en Skaraborgs län, binnen de nieuwe provincie Västra Götalands län

Älvsborgs län is een voormalig län, een voormalige provincie in Zweden. De provincie ontstond in 1634. De hoofdstad van de provincie was Vänersborg.
De provincie besloeg oorspronkelijk het hele westen van het landschap Västergötland en vrijwel het hele landschap Dalsland. De provincie Göteborgs och Bohus län ontstond in 1680, de provincie Älvsborgs län werd in tweeën gedeeld en de gebieden in de buurt van Göteborg gingen samen met het landschap Bohuslän, dat met de vrede van Roskilde Zweeds was geworden de nieuwe provincie vormen. Het gebied dat geen deel ging uitmaken van Göteborgs och Bohus län bleef Älvsborgs län vormen. De provincie bestond tot en met 31 december 1998 toen de provincie samen met de provincie Göteborgs och Bohus län en met het grootste deel van de provincie Skaraborgs län, de nieuwe provincie Västra Götalands län ging vormen.
De provincie Älvsborgs län was genoemd naar het kasteel Älvsborg, dat op de plaats stond waar de rivier de Göta älv in het Kattegat uitmondt.